# Область (Росія)
Російська Федерація складається з 83 суб'єктів федерації, 46 з яких називаються областями. Останнім часом край та область як суб'єкти Російської Федерації не мають між собою істотних відмінностей у правовому відношенні[джерело?].

## Перелік областей Російської Федерації
| | |
| 1. Амурська область 2. Архангельська область 3. Астраханська область 4. Бєлгородська область 5. Брянська область 6. Челябінська область 8. Іркутська область 9. Іванівська область 10. Калінінградська область 11. Калузька область 12. Кемеровська область 13. Кіровська область 14. Костромська область 15. Курганська область 16. Курська область 17. Ленінградська область 18. Липецька область 19. Магаданська область 20. Московська область 21. Мурманська область 22. Нижньогородська область 23. Новгородська область 24. Новосибірська область | 25. Омська область 26. Оренбурзька область 27. Орловська область 28. Пензенська область 29. Псковська область 30. Ростовська область 31. Рязанська область 32. Сахалінська область 33. Самарська область 34. Саратовська область 35. Смоленська область 36. Свердловська область 37. Тамбовська область 38. Томська область 39. Тверська область 40. Тульська область 41. Тюменська область 42. Ульяновська область 43. Владимирська область 44. Волгоградська область 45. Вологодська область 46. Воронезька область 47. Ярославська область |

## Історія областей у Росії

### Області вРосійської імперії
Вперше адміністративна одиниця «область» з'являється ще за часів Російської імперії. Спочатку області виникали найчастіше приєднаних землях як тимчасова одиниця на перехідний період перед встановленням адміністративного устрою, прийнятого у Російській імперії. Пізніше областями стали також називати великі малонаселені території, переважно — у Середній Азії, на Кавказі та Далекому Сході, ними управляли за іншим принципом, ніж звичайні губернії. Деякі області існували дуже нетривалий час, інші ж (виділені жирним) пережили Жовтневу революцію, але після громадянської війни внаслідок перебудови території все одно були скасовані.
У Російській імперії існували такі області (у хронологічному порядку):
- Таврійська область (1784–1796), увійшла до складу Новоросійської губернії
- Якутська область (з 1784 року, до 1805 року у складі Іркутської губернії)
- Кавказька область (1790–1802 у складі Астраханської губернії, 1822–1847), Перший раз отримала статус однойменної самостійної губернії, вдруге перетворена у Ставропольську губернію
- Камчатська область (1803–1822 у складі Іркутської губернії, 1849–1856, з 1909 року), перший раз скасована та залишена у складі Іркутської губернії як Камчатське приморське управління, вдруге увійшла до складу Приморської області
- Білостоцька область (1808–1842), увійшла до складу Гродненської губернії
- Імеретинська область (1811–1840), увійшла до складу Грузино-Імеретинської губернії
- Бессарабська губернія (1812–1873), перетворена в однойменну губернію
- Омська область (1822–1838), розділена між Тобольською та Томською губерніями
- Вірменська область (1828–1840), перетворена у Єреванську губернія
- Каспійська область (1840–1846), розділена на Дербентську, Кутаїську, Тифлиську та Шемахинську губернії
- Забайкальска область (з 1851 року)
- Семипалатинська область (з 1854 року)
- Область Сибірських Киргизів (1854–1868), розділена на Акмолинську та Семирічинську області
- Приморська область (з 1856 года)
- Амурська область (з 1858 року)
- Область Оренбурзьких Киргизів (1859–1868), розділена на Уральську та Тургайську області
- Дагестанська область (з 1860 року)
- Кубанська область (з 1860 року)
- Терська область (з 1860 року)
- Туркестанська область (1865–1867), перетворена у однойменне генерал-губернаторство та розділена на Семирічинську та Сирдар'їнську області
- Семиріченська область (з 1867 року)
- Сирдарїнська область (з 1867 року)
- Акмолинська область (з 1868 року)
- Тургайська область (з 1868 року)
- Уральська область (з 1868 року)
- Область Війська Донського (з 1870 року)
- Ферганська область (з 1876 року)
- Батумська область (1878–1883, з 1903), перший раз увійшла до складу Кутаїської губернії
- Карсський область (з 1878 року)
- Закаспійська область (з 1881 року)
- Самаркандська область (з 1887 року)
- Квантунська область (1899–1905), орендована територія, відійшла Китаю
- Сахалінська область (з 1909 року)

### Області під часГромадянської війни
після Лютневої, а особливо після Жовтневої революцій, на околицях колишньої імперії, а також у регіонах з переважним неросійським населенням, починають набирати обертів націоналістичні рухи, які вимагали федералізації країни та власної автономії. З 1918 року виникає третя сила — Білогвардійський рух, який ставив своєю метою відновлення єдиної Російської імперії. До 1920–1921 радянська влада була встановлена майже на всій території РРФСР та сусідніх з нею державах.
Таким чином, 1918 року ситуація з колишніми областями Російської імперії була наступна:
- Області колишнього Туркестанського генерал-губернаторства (Закаспійська, Самаркандська, Семирічинська, Сирдар'їнська та Ферганська) спочатку потрапили під владу Туркестанської автономії, але вже до початку 1918 року замість Туркестанської автономії була утворена перша автономна радянська соціалістична республіка — Туркестанська АРСР, області перетворені у відповідні адміністративно-територіальні одиниці республіки.
- Області колишнього Степового генерал-губернаторства (Акмолинська, Семипалатинська, Тургайська та Уральська) опинилися під владою Алашської автономії.
- Дагестанську та більшу частину Терської областей контролювала Республіка Горців Кавказу.
- На територіях Кубанської області та області Війська Донського були проголошені антибільшовицькі незалежні республіки.
- Батумська та Карська області, разом з усіма закавказькими губерніями контролювалися закавказькими повстанськими силами.
- Всі далекосхідні області (Амурська, Забайкальська, Камчатська, Приморська, Сахалінська, Якутська) контролювалися «Білими».

Крім того, 1918 року під контроль Білої армії за підтримки Антанти потрапили сучасні території Мурманської, частини Архангельської областей (включаючи місто Архангельськ) та східна Карелія, де була утворена Північна область.
На територіях, контрольованих Червоною армією, на короткий період також були утворені області, що були фактично об'єднанням раду губерній:
- Західна область (1917–1918), на частині її території утворена Білоруська РСР
- Московська область (1917 — 1918), розпущена через непереборні розбіжності в керівництві
- Північна область (1918 — 1919), розпущена через сепаратистські настрої
- Уральська область (1917 — 1919), захоплена Білій армією

З 1919 року війська Червоної армії почали брати гору над білим рухом, створюючи у складі РРФСР радянські національні автономії. До середини 1920 років Москва встановила контроль майже над усією територією РРФСР, одночасно здійснюючи адміністративні перетворення.
Після розгрому Алашської автономії, на її території утворена Киргизька (згодом — Казакська) АРСР, а області, що до неї входили, перейменовані у губернії.
На Кавказі територія Дагестанської області перетворена у Дагестанську АРСР, а з території Терської області утворено Горська АРСР та Терська губернія.
На півдні країни Кубанська область була об'єднана з Чорноморською губернією у Кубано-Чорноморську область, а з частини області Війська Донського утворена Донська область, а частина, що лишилась, передана Царицинській губернії.
У Закавказзі внаслідок постійних воєн і взаємних територіальних претензій була підписана Карська угода, за якою Карська та велика частина Батумської областей відійшли Туреччині. На частині Батумської області була утворена АРСР Аджарістан у складі Грузинської РСР.
На Далекому Сході влада білого руху зберігалася найдовше. Для остаточної боротьби з «білими», а також для протидії японській інтервенції, Амурська, Забайкальська, Камчатська, Приморська та Сахалінська області були штучно виведені зі складу РРФСР з утворенням Далекосхідної республіки (ДВР). Якутська область при цьому залишилася у складі РРФСР і була перетворена у Якутську губернію. Наприкінці 1922, після остаточного розгрому залишків Добровольчої армії, ДСР саморозпустилася і увійшла до складу РРФСР як Далекосхідна область. Всі області, що входили в неї, були перейменовані у губернії. У тому ж році Якутська губернія перетворена у Якутську АРСР.

### Області уРРФСР
Процес утворення областей у РРФСР і СРСР можна умовно розділити на два періоди: до 1930 року і після 1930 року. У перший період утворювалися великі області, які об'єднували у собі кілька скасованих губерній. У другий період створені раніше великі області та краї ділилися на більш дрібні області, при цьому деякі області скасовувалися. У РРФСР цей процес йшов практично безперервно до 1957 року, а в союзних республіках — практично до 1990 року.
На момент утворення СРСР у РРФСР існували три самостійні області — Далекосхідна, Донська і Кубано-Чорноморська, а також шість областей у складі Туркестанської АРСР, але незабаром ці області були ліквідовані. 1924 року Донська та Кубано-Чорноморська області увійшли до складу Південно-Східної області, яка до кінця того ж року була перетворена у Північно-Кавказький край; у тому ж році внаслідок національно-територіального розмежування у Середній Азії ліквідована Туркестанська АРСР разом з її територіальним устроєм. Далекосхідна область була перетворена у Далекосхідний край 1926-о року.
Крім згаданої вище Південно-Східної області, до 1930 року також були утворені (у хронологічному порядку):
- Уральська область (1923) з Єкатеринбурзької, Пермської, Тюменської та Челябінської губерній.
- Ленінградська область (1927) з Ленінградської, Мурманської, Новгородської, Псковської та Череповецької губерній.
- Нижньоволжська область (1928) з Астраханської, частини Самарської, Саратовської та Сталінградської губерній; у тому ж році перетворена в Нижньоволжський край.
- Середньоволзька область (1928) з Оренбурзької, Пензенської, частини Саратовської, Самарської та Ульяновської губерній; 1929 року перетворена у Середньоволзький край.
- Центрально-Чорноземна область (1928) з Воронезької, Курської, Орловської та Тамбовської губерній.
- Нижньогородська область (1929) з Нижньогородської, Вятської та малих частин Володимирської та Костромської губерній; у тому ж році перетворена у Нижньогородський край.
- Іванівська промислова область (1929) з Володимирської, Івано-Вознесенської, Костромської та Ярославської губерній.
- Центрально-Промислова (Московська) область (1929) з Московської, Рязанської, Тульської, частин Володимирській, Калузької та Тверської губерній.
- Західна область (1929) з Брянської, Смоленської, частин Калузької, Тверської губерній та Великолукського округу Ленінградської області.

Таким чином до 1930 року на території РРФСР, та й усього СРСР, були ліквідовані всі губернії.
Після 1930 шість великих областей почали розділяти на більш дрібні; до 1957 року остаточно сформувалося обласний розподіл РРФСР, що не змынювався до 1990 року, а фактично — до 2005 року.
- Уральська область 1934 року була розділена на Обсько-Іртишську, Свердловську і Челябінську області, у тому ж році Обсько-Іртишська область ліквідована, і на її основі утворена Омська область. Надалі з частини Свердловської області була утворена Пермська область, з частини Челябінської — Курганська область, а з частини Омської — Тюменська область.
- З Ленінградської області послідовно утворилися Мурманська, Новгородська і Псковська області, а ще до утворення Мурманської області, частина Ленінградської області відійшла новоствореный Вологодській області.
- Центрально-Чорноземна область спочатку була розділена на Воронезьку і Курську області, згодом з їх територій та територій сусідніх Західної та Рязанської областей також були утворені Білгородська, Брянська, Липецька, Орловська, Пензенська і Тамбовська області. 1954 року на стику Воронезької, Саратовської та Сталінградської областей була утворена Балашовська область, але через 3 роки вона була ліквідована.
- Іванівська промислова область розділилася на Іванівську і Ярославську області, пізніше з частини Івановської області утворилася Володимирська, а з частини Ярославської — Костромська області.
- З Московської області спочатку утворилася Калінінська область (разом з частиною Західної області), Потім — Рязанська і Тульськаобласті. Пізніше з частини Тульської та сусідньої Смоленської областей утворилася Калузька область. 1943 року з частини Калінінської області та територій сусідніх областей була утворена Великолукська область, але у 1957 вона була скасована та розділена між Калінінською та Псковської областями.
- Частина Західної області спочатку відійшла новоствореній Калінінської області, а 27 вересня 1937 частина області відійшла новоствореній Орловській області, частина, що залишилася стала Смоленською областю.

Деякі великі краї також мали у своєму складі області. Так, у складі Північно-Кавказького краю була утворена Північна область, але через 2 місяці вона перейшла до складу Азово-Чорноморського краю, а ще через півроку була ліквідована. Далекосхідний край з 1932 також мав обласний поділ: спочатку були утворені Амурська, Камчатська, Приморська і Сахалінська області, пізніше до них додалися Зейська, Нижньо-Амурська, Уссурійська і Хабаровська області. після поділу краю, Приморська та Уссурійська області відійшли Приморському краю, а Амурська, Камчатська, Нижньо-Амурська, Сахалінська та Хабаровська — до Хабаровському; Зейська область за рік до цього була передана Читинській області. Надалі, восени 1943 було ліквідовано обласний поділ Приморського краю, а пізніше зі складу Хабаровського краю у самостійні області послідовно виведені Сахалінська, Амурська, Магаданська (створена з частини районів колишньої Хабаровської області) і Камчатська області. Нижньо-Амурська область була ліквідована 23 січня 1956 одночасно з виведенням Камчатської області, її територія залишена у складі Хабаровського краю, тим самим було припинено обласний розподіл країв.
10 березня 1932 року територія Казакської АРСР була розділена на 6 областей: Актюбінську, Алматинську, Східноказахстанську, Західно-Казахстанську, Карагандинську і Південно-Казахстанську. Пізніше, у липні 1936 з частини Актюбінської області була утворена Костанайська область, а з частини Карагандинської — Північноказахстанська, але вже 5 грудня 1936 Казакська АРСР була перетворена у союзну Казахську РСР із збереженням обласного поділу.
5 грудня 1936, після виведення новоутворених АРСР зі складу країв у самостійні суб'єкти, у РРФСР утворилися 7 нових областей, однойменних колишнім краях: Східно-Сибірська, Горьківська, Кіровська, Куйбишевська, Саратовська, Північна і Сталінградська; за два роки до цього з частини Середньоволзького (Куйбишевського) краю була утворена Оренбурзька область. Надалі Східно-Сибірська область була розділена на Іркутську і Читинську області, Північна — на Архангельську і Вологодську, з частини Сталінградської області утворена Астраханська, а з частини Куйбишевської — Ульянівська області. На початку 1954 з частини Горьківської області була створена Арзамаська область, але через три роки її ліквідували та повернули до складу Горьківської області.
1937 року були утворені ще дві області — Ростовська і Новосибірська, утворені з частин Азово-Чорноморського та Західно-Сибірського країв відповідно, при цьому ці території зберегли статус краю, але отримали інші назви. З частин Новосибірської області згодом були утворені Кемеровська і Томськаобласті. 1954-о з частини Ростовської області була утворена Каменська область, але через три роки вона була скасована.
Під час Німецько-радянської війни, після звільнення територій деякі «неблагонадійні» народи депортували зі своїх споконвічних місць проживання, у тому числі чеченці, інгуші та кримські татари. У цьому зв'язку Кримська АРСР 1945-о року була перетворена у Кримську область, а Чечено-Інгушська АРСР 1944-о була ліквідована і на частини її території утворена Грозненська область. Надалі народи були реабілітовані та повернуті на свої землі, Кримська область була передана Української РСР, де залишалася областю до 1992, а Чечено-Інгушська АРСР у 1957 була відновлена, відповідно Грозненська область — ліквідована.
1946 року на землях, що відійшли СРСР внаслідок II Світової війни від Німеччина та Японії, утворені відповідно Кенігсбергська і Південно-Сахалінська області. Перша через 3 місяці Кенігсбергська область була перейменована у Калінінградську, а через рік Південно-Сахалінська була ліквідована та об'єднана з Сахалінською областю.
У травні 1952 як експеримент Башкирська та Татарська АССР були розділені на області: Башкирська — на Стерлітамакську і Уфимську, татарська — на Казанську і Чистопольську. У лютому 1953 «на папері» у складі Татарської АРСР була утворена третя, Бугульмінська область, але через два місяці експеримент було визнано невдалим і всі області були ліквідовані.
Деякі області міняли свою назву. Так, у 1939–1957 роках Оренбурзька область називалася Чкаловською, а Пермська у 1940–1957 роках — Молотовською. 1961 року Сталінградська область була перейменована у Волгоградську, а на початку 1990-х років назви змінили Горьківська, Калінінська та Куйбишевська області, ставши, відповідно, Нижньогородською, Тверською та Самарською областями.

### Укрупнення регіонів з перетворенням областей у краї у 2000-і роки
Протягом першого десятиліття XXI століття було проведено ряд змін федеративного устрою Росії, які зводилися до перетворенню частини автономних округів з суб'єктів федерації у території з особливим статусом у складі країв та областей, у які вони входили. Юридично ці зміни оформлялися, як об'єднання двох суб'єктів федерації — краю або області з одного боку і автономного округу з іншого. При цьому об'єднаний суб'єкт федерації або успадковував найменування відповідного краю чи області (Красноярський край, Іркутська область), або (у більшості випадків об'єднання областей з автономними округами) отримувало нове найменування, стаючи краєм.

#### Області, перетворені у краї при укрупненні
Пермська область 1 грудня 2005 увійшла до складу нового Пермського краю, утвореного внаслідок злиття області з Комі-Перм'яцький автономним округом за підсумками референдуму, проведеного 7 березня 2003 року. На території колишнього автономного округу створена адміністративно-територіальна одиниця з особливим статусом — Комі-Пермяцкий округ, що управляється спеціальним крайовим міністерством.
Камчатська область 1 липня 2007 увійшла до складу нового Камчатського краю, утвореного внаслідок злиття області з Коряцьким автономним округом за підсумками референдуму, проведеного 23 жовтня 2005. На території колишнього автономного округу створена адміністративно-територіальна одиниця з особливим статусом — Коряцький округ, що управляється спеціальним крайовим міністерством.
Читинська область 1 березня 2008 увійшла до складу нового Забайкальського краю, утвореного внаслідок злиття області з Агінським Бурятського автономного округу за підсумками референдуму, проведеного 11 березня 2007. На території колишнього автономного округу створена адміністративно-територіальна одиниця з особливим статусом — Агінський Бурятський округ, що управляється адміністрацією на чолі із заступником голови крайового уряду.

#### Укрупнена область, що не перетворена у край
Іркутська область 1 січня 2008 за підсумками референдуму, проведеного 16 квітня 2006 року, об'єднана з Усть-Ординського Бурятського автономного округу. Об'єднаний суб'єкт федерації зберіг найменування Іркутська область, хоча можливість перетворення у край розглядалася і у цьому випадку. На території колишнього автономного округу створена адміністративно-територіальна одиниця з особливим статусом — Усть-Ординський Бурятський округ, що управляється адміністрацією на чолі із заступником губернатора області.

#### Області, які не піддалися укрупнення
Останнім часом у Росії збереглися 2 області, до складу яких входять автономні округу — Архангельська з Ненецьким автономним округом, Тюменська з Ханти-Мансійським автономний округом — Югрою та Ямало-Ненецьким автономним округом. Плани об'єднання суб'єктів федерації у цих випадках також розглядалися, але реалізовані не були.